# Berkhamsted Castle
Berkhamsted Castle är ett slott i Storbritannien.   Det ligger i grevskapet Hertfordshire och riksdelen England, i den södra delen av landet, 40 km nordväst om huvudstaden London. Berkhamsted Castle ligger 112 meter över havet.
Terrängen runt Berkhamsted Castle är huvudsakligen platt. Berkhamsted Castle ligger nere i en dal. Runt Berkhamsted Castle är det tätbefolkat, med 570 invånare per kvadratkilometer. Närmaste större samhälle är Luton, 16,1 km nordost om Berkhamsted Castle. Trakten runt Berkhamsted Castle består till största delen av jordbruksmark.